# Eritrea Shoe Factory FC
Eritrea Shoe Factory Football Club  w skrócie Eritrea Shoe Factory FC – erytrejski klub piłkarski z siedzibą w Asmarze, występujący niegdyś w pierwszej lidze erytrejskiej i pierwszej lidze etiopskiej.

## Sukcesy
- Puchar Etiopii[1]:
  - zwycięstwo (3): 1984, 1985, 1987.

## Występy w afrykańskich pucharach
| Sezon | Rozgrywki                 | Runda | Kraj     | Klub                   | Dom | Wyjazd | Dwumecz |
| ----- | ------------------------- | ----- | -------- | ---------------------- | --- | ------ | ------- |
| 1985  | Puchar Zdobywców Pucharów | 1     | Tanzania | Simba SC               | 1–0 | 0–5    | 1–5     |
| 1986  | Puchar Zdobywców Pucharów | 1     | Eswatini | Mbabane Highlanders FC | 2–2 | 1–1    | 3–3     |

## Stadion
Domowe mecze klub rozgrywa na stadionie o nazwie Cicero Stadium w Asmarze, który może pomieścić 10000 widzów.